# Niobe (Tochter des Phoroneus)
Niobe (altgriechisch Νιόβη Nióbē) ist in der griechischen Mythologie eine Tochter des Phoroneus und der Teledike; ihr Bruder ist Apis.
Sie war die erste sterbliche Geliebte des Zeus und brachte den Argos zur Welt. Sie war die Mutter von Pelasgos.